# Фреди Меркјури
Фреди Меркјури (енгл. Freddie Mercury), рођен као Фарок Булсара (енгл. Farrokh Bulsara; Стоун Таун, 5. септембар 1946 — Лондон, 24. новембар 1991), био је британски музичар, најпознатији као певач британског музичког састава Квин. Као певач, остао је упамћен по својим гласовним могућностима и енергичним наступима на концертима. Меркјури важи за једног од најбољих вокала рок музике. Такође је био веома успешан текстописац из чијег пера су изашле неке од најпознатијих рок песама, као што су: Bohemian Rhapsody, Killer Queen, Don't Stop Me Now, Crazy Little Thing Called Love и We Are the Champions. Остао је упамћен као један од најутицајнијих и најхаризматичнијих фронтмена рок бендова, такође познат по свом екстравагантном стилу живота прожетом бројним аферама. Фреди Меркјури је једна од највећих икона популарне музике двадесетог века.
Упоредо са каријером певача у групи Квин, Меркјури је имао и веома успешну соло каријеру. Као продуцент или извођач сарађивао је са бројним познатим светским музичарима, међу којима се посебно истичу каталонска оперска дива Монтсерат Кабаље и британски музичар Дејвид Боуи. Фреди Меркјури, који је највећи део свог детињства провео у Индији, у неколико наврата је у британским медијима проглашаван за „најпознатију британску звезду азијског порекла“.
На његов живот али и музику у великој мери је утицало његово верско опредељење. Меркјури је био припадник зороастризма. 
Фреди Меркјури је умро 24. новембра 1991. године од упале плућа проузроковане ХИВ вирусом. Само дан пре смрти, Меркјури је у званичном саопштењу јавно признао да је оболео од сиде. Азијско издање магазина Тајм прогласио је Меркјурија за једног од најутицајнијих Азијата у протеклих 60 година. Године 2008. Меркјури је у избору магазина Ролинг стоун заузео 18. позицију на листи од 100 најуспешнијих певача свих времена.

## Детињство и боравак у Индији
Фреди Меркјури је рођен као Фарок Булсара у Стоун тауну, данашњи Занзибар, 5. септембра 1946. године. Његови родитељи, Џер и Боми Булсара, по занимању су били економисти и били су запослени у британској колонијалној служби у Занзибару. Њихови преци су били персијског порекла и зороастријанске вере. Године 1952. рођена је и Меркјуријева сестра, Кашмира. Меркјури је са само седам година послат на школовање код своје баке, у једно мало место у Индији, покрај Бомбаја.
Доселивши се у Индију, Булсара је почео да похађа школу Светог Петра (енгл. St. Peter's School) у месту Панчгани, покрај Бомбаја. Убрзо је почео да постиже одличне резултате у школи, пре свега у спорту, па је тако освојио и школско првенство у стоном тенису. Меркјури је слободно време углавном проводио слушајући музику. Званичници школе у Панчганију су убрзо предложили родитељима Фарока Булсаре да сина упишу на додатне часове клавира, јер су приметили да дечак поседује изузетан таленат. Родитељи су ту идеју са задовољством прихватили, тако да је Булсара убрзо почео да похађа часове клавира. Булсара је убрзо постао члан школског хора, као и школске драмске секције. Његов таленат је убрзо дошао до изражаја, тако да је достигао четврти ниво познавања свирања клавира. Након завршене основне школе, Булсара је уписао средњу школу Света Марија (енгл. Saint Mary High School) у месту Магазон недалеко од Бомбаја. Убрзо је постао члан школског музичког састава The Hectics, а један од чланова групе је Булсари дао надимак Фреди (енгл. Freddie), неуспевајући никако да изговори његово име. Тај надимак су и Булсарини родитељи убрзо почели да користе.

## Музичар
Од 1970. до 1991. године је био фронтмен и певач групе Queen. Пре ангажмана у групи Квин, Меркјури је сарађивао са неколико мањих бендова, али је тренутак славе дошао тек када је упознао Брајана Меја и Роџера Тејлора, дотадашње чланове групе Смајл (Smile). Након што им се 1971. придружио и Џон Дикон, настала је група Квин, која је у истом саставу на светској сцени трајала двадесет година, а уз измењени ангажман Меја и Тејлора функционише и данас.
Фреди Меркјури је у групи осим певања свирао и клавир, али и друге инструменте. Био је добар програмер синтисајзера, а иако се шалио на рачун свог свирања гитаре, неколико песама је написао на овом инструменту. Гитариста групе, Брајан Меј је тврдио да је Меркјури заправо одличан гитариста, и да има стил „налик на Хендрикса“. На концертима је Меркјури често изводио песму Crazy Little Thing Called Love на акустичној гитари.
Компоновао је велики број песама за групу, и више од пола песама је потписано његовом руком на њиховом првом албуму највећих хитова. Најславније су: Bohemian Rhapsody, We Are The Champions, Crazy Little Thing Called Love, Somebody To Love. У вишемесечној анкети под називом Music of the millenium који је спроведен од стране Канала 4 и VH1, Квин је изабран за другу највећу групу свих времена.
Музичка заоставштина Фредија Меркјурија је и данас актуелна, па се његово име редовно може пронаћи на већини Best of... музичких листи широм света, а песма Bohemian Rhapsody је у више наврата, посебно у Уједињеном Краљевству проглашавана за песму деценије, песму епохе, или чак песму века.

## Соло каријера
У својој соло каријери је објавио неколико албума, сарађивао са Монсерат Кабаље на снимању албума Барселона, који је требало да буде тема Олимпијских игара 1992. године. Тиме је испунио сопствени дугогодишњи сан да ради са овом оперском дивом. Иако је песма Барселона у први мах прихваћена као химна Олимпијаде 1992. године од стране Олимпијског комитета Шпаније, та одлука је поништена када је Меркјури умро, што је наишло на негодовање пре свега обичне јавности саме Барселоне, која је у тој песми препознала прави симбол свог града.
Најпознатија соло песма је убедљиво Living On My Own, за коју је снимљен и провокативан спот, на коме су снимци са Фредијевог 39. рођендана, прослављеног у Минхену 1985. године, и у коме уз Меркјурија учествује читав низ трансвестита из једног од најпознатијих Минхенских клубова.

## Лични живот
Био је персијског порекла (народ Парси), и потиче из породице чија религијска уверења спадају у Зороастријанство. Он сам јавно никад није изражавао снажне религијске ставове.
Када је завршио школу у Британској Индији вратио се на Занзибар, али је био принуђен да напусти острво са породицом, након чега се сели у Лондон године 1964. По доласку у Лондон живео је у Фелтаму(22 Gladstone Avenue) све до 1970. године. 
Остао је упамћен по екстравагантности на сцени, али и по прилично резервисаном приватном животу, чије детаље никада није желео да открива. По сопственом признању је био бисексуалан, мада је у последњих десетак година живота био готово искључиво окренут мушким партнерима. Никада се није женио и није имао деце.
Пошто су се у таблоидима појавили текстови о томе да су неки Фредијеви бивши љубавници преминули од сиде, новинари почињу да прогањају и самог Меркјурија. Око католичког Ускрса, на пролеће 1987. године, Фреди се тестирао на ХИВ. Резултат је био позитиван и доктори су дијагностиковали да Фреди има сиду. Тај податак је скривао од јавности, и делимично од осталих чланова групе све до дан пред своју смрт, када је видно болестан дао медијско саопштење о свом стању. Непун дан касније је преминуо. Јавност је тиме добила потврду спекулација које су постојале већ дуго, а које су нарочито интензивиране у јануару те 1991. године, са изласком видео-спота за песму These Are the Days of Our Lives, у коме је Меркјури видно слаб и изузетно мршав. Иронично, то је и последњи видео-запис на коме се он појављује.
Након смрти, у складу са вером својих родитеља, Фреди је кремиран. О судбини пепела Фреди Меркјурија се не зна ништа, обзиром да је својом последњом вољом обавезао извршитељку свог тестамента, бившу вереницу Мери Остин да се за пепео побрине и никада јавно не саопшти шта је са њим урадила.
Последњи од његових партнера, Џим Хатон са којим је провео последњих седам година живота, наследио је само мали део новца који је Меркјури стекао, а највећи део, уз огромно имање у Кенсингтону је наследила Мери Остин. Меркјури је тестаментом трајно збринуо и своје родитеље, Бомија и Џер Булсару, као и своју сестру Кашмиру са породицом. Остало је као занимљивост и то да је у својој последњој вољи предвидео одређену суму новца (никада мању од неколико десетина хиљада фунти) за сваког члана своје послуге, а једна од одредби која се односила на Мери Остин је била и захтев да настави да води рачуна о мачкама које је Меркјури изузетно волео.

### Сексуална оријентација
Док су неки биографи говорили да је Меркјури крио своју сексуалну оријентацију, други су говори да је био „отворено геј“. Децембра 1974. године, упитан директно о својој хомосексуалности, одговорио је: „Хајде да кажемо овако: било је времена када сам био млад и зелен. То је ствар кроз коју школарци пролазе. Учествовао сам у дечачким шалама. Не желим о томе више да причам.“ Хомосексуални чин између мушкараца преко 21 године био је декриминализован у Уједињеном краљевству 1967. године. Током осамдесетих, углавном се дистанцирао од свог партнера Џима Хатона у јавности. Октобра 1986. године, британски таблоид Сан тврдио је да је Меркјури признао да је имао хомосексуалне афере.

## Утицај
Улога и утицај Меркјурија су и данас предмет расправа у британској јавности. Конзервативни кругови негирају његов значај, пре свега због његовог начина живота и сексуалног опредељења, па тако ни данас не постоји ни један његов споменик у Лондону, упркос вишегодишњим тежњама и покушајима бројних обожавалаца да се тако нешто уради. Они који цене његов рад и таленат истичу да је он, заједно са групом Квин, за британску популарност учинио више током тих двадесетак година него цела краљевска породица. Уз сва та опречна мишљења, чињеница је да је Меркјури постао прва рок звезда азијског порекла, и да је, условно речено први персијски музички суперстар. Као занимљивост се може навести и то да је ове године, по први пут од Исламске револуције, у Исламској републици Иран дозвољена продаја носача звука једне рок групе са запада, и то управо групе Квин, из разлога националног порекла фронтмена групе.
Споменик Фреди Меркјурију се налази у Швајцарској, у месту Монтре, где је група купила студио почетком осамдесетих, и где је Меркјури провео последње месеце свог живота, радећи убрзано на песмама које су касније нашле место на албуму Made in Heaven. Остало је забележено и то да је упорно одбијао интензивније лечење, и да је често на измаку снаге снимао музику и гласове, које су остали чланови бенда касније средили. Посвета на споменику је једноставна и ефектна: „Фреди Меркјури 1946-1991, Љубитељ (љубавник) живота, певач песама“ (Freddie Mercury 1946-1991, Lover of Life, Singer of Songs). Монтре је постао место ходочашћа обожаватеља Меркјурија и групе Квин, и сваке године у септембру се ту одржава свечаност којом се обележава рођендан Фреди Меркјурија.

## Албуми
- , 1985
- , 1988 (са Монсерат Кабаље)
- , 1992
- (Америчка верзија албума The Freddie Mercury Album, 1992)
- (10 CD-а и 2 DVD-а) (2000)
- Lover of Life, Singer of Songs(2006.)
- Messenger of the Gods: The Singles (2016.)
- Never Boring, 2019

## Занимљивости
- Астероид 17473, откривен 1991. године, преименован је 5. септембра 2016. године у 17473 Фредимеркјури у част 70. година од рођења легендарног певача.[15]